# Erwin Nowiaszek
Erwin Nowiaszek właśc. Erwin Nowiaszak (ur. 24 lipca 1932 w Chorzowie jako Nowiaszak, zm. 6 lutego 1990 w Hamburgu) – polski aktor teatralny i filmowy.

## Życiorys
W swojej karierze występował w Bałtyckim Teatrze Dramatycznym w Koszalinie (1958–1959), Dolnośląskim Teatrze Powszechnym we Wrocławiu (1959–1960), Teatrze Rozmaitości we Wrocławiu (1960–1963), Teatrze Polskim we Wrocławiu (1963–1990) i Neue Bühne w Hamburgu (1984–1990).

## Nagrody i odznaczenia
- Srebrna Iglica (1974)
- Nagroda Wrocławskiego Towarzystwa Przyjaciół Teatru (1974)
- Nagroda za rolę Śmierci w „Grze w zabijanego” podczas XV KST w Kaliszu (1975)
- Nagroda Wrocławskiego Towarzystwa Przyjaciół Teatru (1979)
- Złota Iglica (1983)[1]

### Filmografia
- 1963: Pamiętnik pani Hanki – fałszywy porucznik Sochnowski
- 1964: Koniec naszego świata – SS-mann
- 1975: Żelazna obroża – dyrektor cyrku
- 1976: Przepłyniesz rzekę
- 1977: Za rok, za dzień, za chwilę... – ksiądz
- 1977: Indeks – reżyser filmowy
- 1978: Test pilota Pirxa – prezes „United Atomic Laboratory”
- 1979: Strachy – aktor Żewuski
- 1979: ... Cóżeś ty za pani... – hrabia
- 1980: Dzień Wisły – hrabia
- 1980: Misja – lokaj w rezydencji kardynała (odc. 4)
- 1980: Pałac – malarz
- 1981: Dreszcze – higienista
- 1981: Wolny strzelec – Milczewski
- 1982: Danton – Collot d’Herbois
- 1982: Przeklęta ziemia – profesor
- 1982: Punkty za pochodzenie – reżyser-homoseksualista
- 1982: Wielki Szu
- 1983: Szkoda Twoich łez – aktor Żewuski
- 1984: Remis
- 1984: Trapez – uczestnik narady
- 1985: Przyłbice i kaptury (odc. 5)
- 1985: Sezon na bażanty
- 1986: Biała wizytówka (odc. 5)
- 1986: Na kłopoty… Bednarski – Becker, współwłaściciel Stelli (odc. 4)
- 1987: Na srebrnym globie – Aktor II
- 1987: Zero życia
- 1987: Alchemik – krasomówca
- 1988: Alchemik Sendivius – krasomówca
- 1988: Kornblumenblau – szef wydziału politycznego
- 1988: Powrót do Polski – minister Eugen Ernst, członek rządu pruskiego